# Stenoma ochricollis
Stenoma ochricollis es una especie de polilla del género Stenoma, orden Lepidoptera.
Fue descrita científicamente por Zeller en 1877.
Su envergadura es de 15 a 18 mm.

## Distribución
Stenoma ochricollis habita en el continente de América, en Guyana, Panamá y Perú.